# Joacaz de Judá
Jehoahaz (en hebreo: יהואחז Yəhō’āḥāz - יואחז Yō’āḥāz "Yahveh ha sostenido", en griego: Ιωαχαζ Iōahaz) cuyo nombre de nacimiento era Salum (en hebreo: שַלּוּם‎), fue el cuarto hijo de Josías de Judá, a quien sucedió ejerciendo el cargo de rey de Judá durante 3 meses (según 2 Reyes 23.31) en el año 608 a. C.
Elegido por el pueblo y depuesto por cortesanos favorables a su hermano mayor, Joaquim.
Tras ser depuesto, fue llevado a Egipto como prisionero, de donde no regresó.
| Predecesor: Josías | Rey de Judá 608 a. C. (3 meses) | Sucesor: Joaquim |